# Opportunity
Opportunity (engelska: "möjlighet"), också känd som MER-B (Mars Exploration Rover – B) eller MER-1, med smeknamnet Oppy, var NASAs andra rymdsond i Mars-utforskningsprogrammet Mars Exploration Rover Mission. MER-B sköts iväg 8 juli 2003 och landade i området Meridiani Planum på planeten Mars den 25 januari 2004. Den är tvillingfarkost till MER-A, Spirit.
NASA förklarade den 13 februari 2019 uppdraget för avslutat då man inte sedan juni 2018 haft kontakt med farkosten. Detta efter att en större sandstorm dragit fram över området där den befann sig.

## Uppdrag

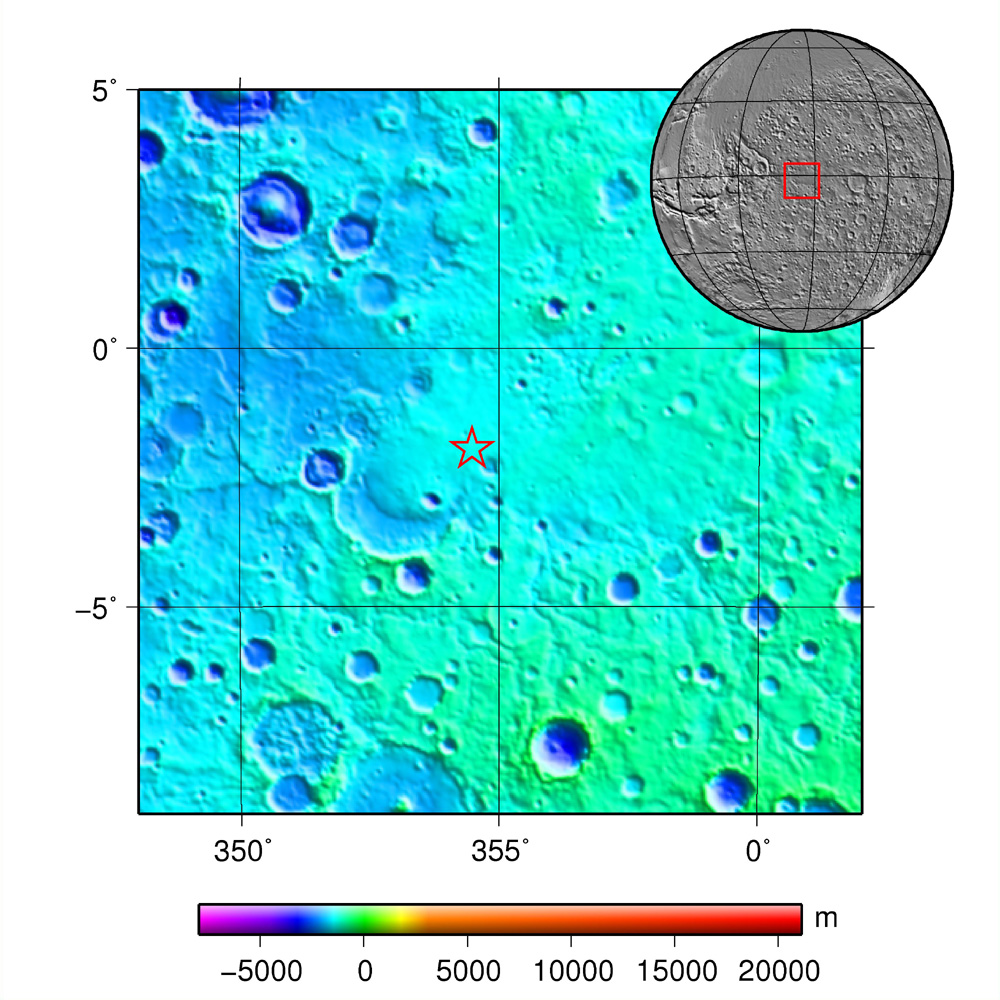
Landningsplatsen utmärkt med en stjärna.

Syftet var bland annat att utforska eventuell förekomst av vatten på planetens yta. Rymdsonden uppskattades kunna fungera i 90 dagar, men sonden fungerade i över femton år.
Nasa hade kontakt med sonden under hela färden till Mars och även vid inbromsningen och utfällningen. Av bilderna kunde man konstatera att marken består av finkornigt material, troligtvis i olika skikt. Robotens hjul gjorde tydliga avtryck i det mörkgråa eller svarta markskiktet. Av spektrumet att döma består marken av mineralen hematit, vilket vanligtvis bildas med hjälp av vatten.

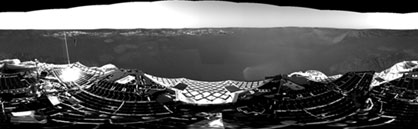
360 graders panoramabild över marsytan. Första bilden tagen av MER-B

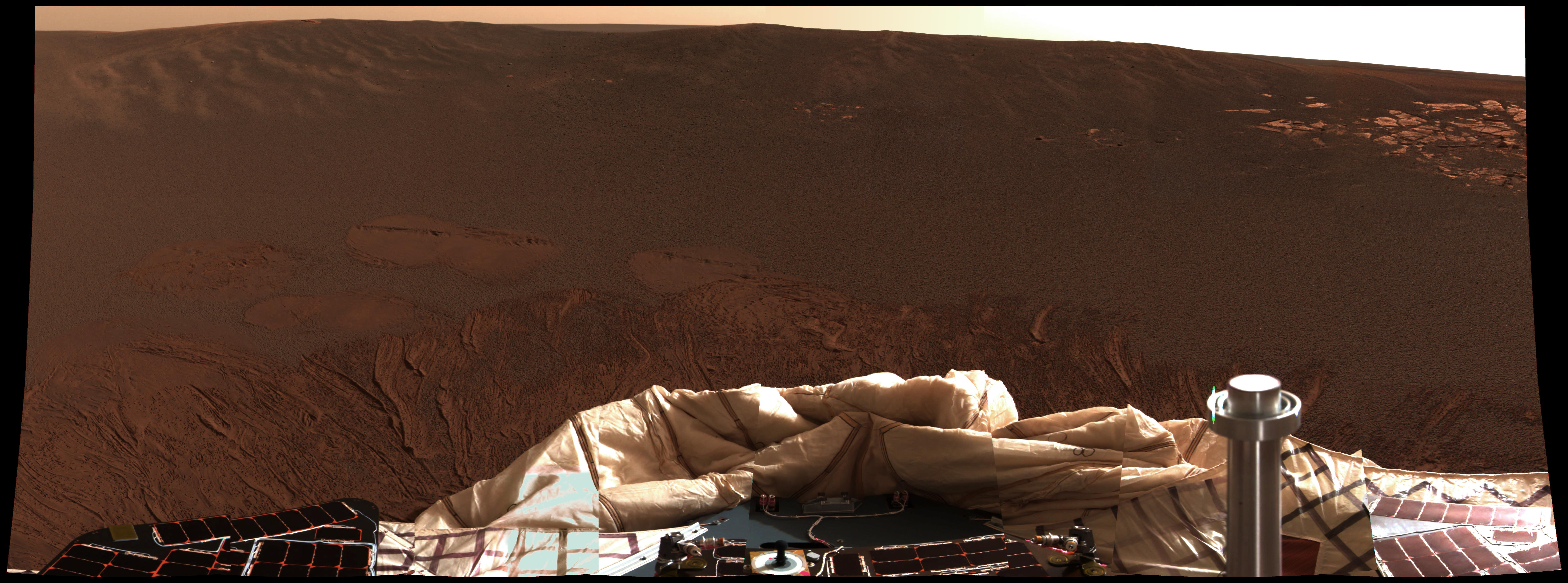
Landningskrater från sol 1, taget av MER-B. Sedermera tillägnad som minnesplats för besättningen som omkom i Challengerolyckan.

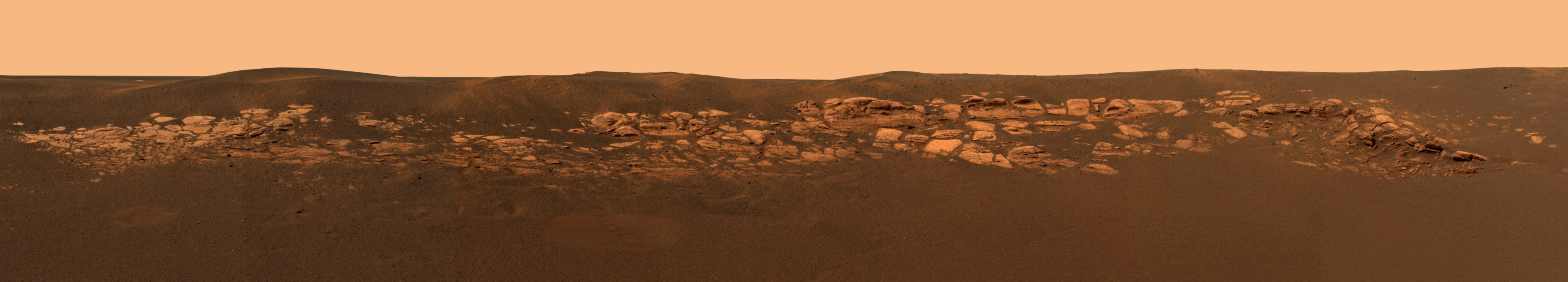
Bild från sol 3, taget av MER-B. Landskapet är enligt geologer antingen asklager från vulkanutbrott eller sedimentlager från vind- och vattenerosion.

Den allra första mineralkartan (bild nr. 4, till höger) fick också se sitt ljus i och med MER-farkosten. Kartan togs med hjälp av instrumentet Mini-TES, vilken samlar ihop spektraldata.

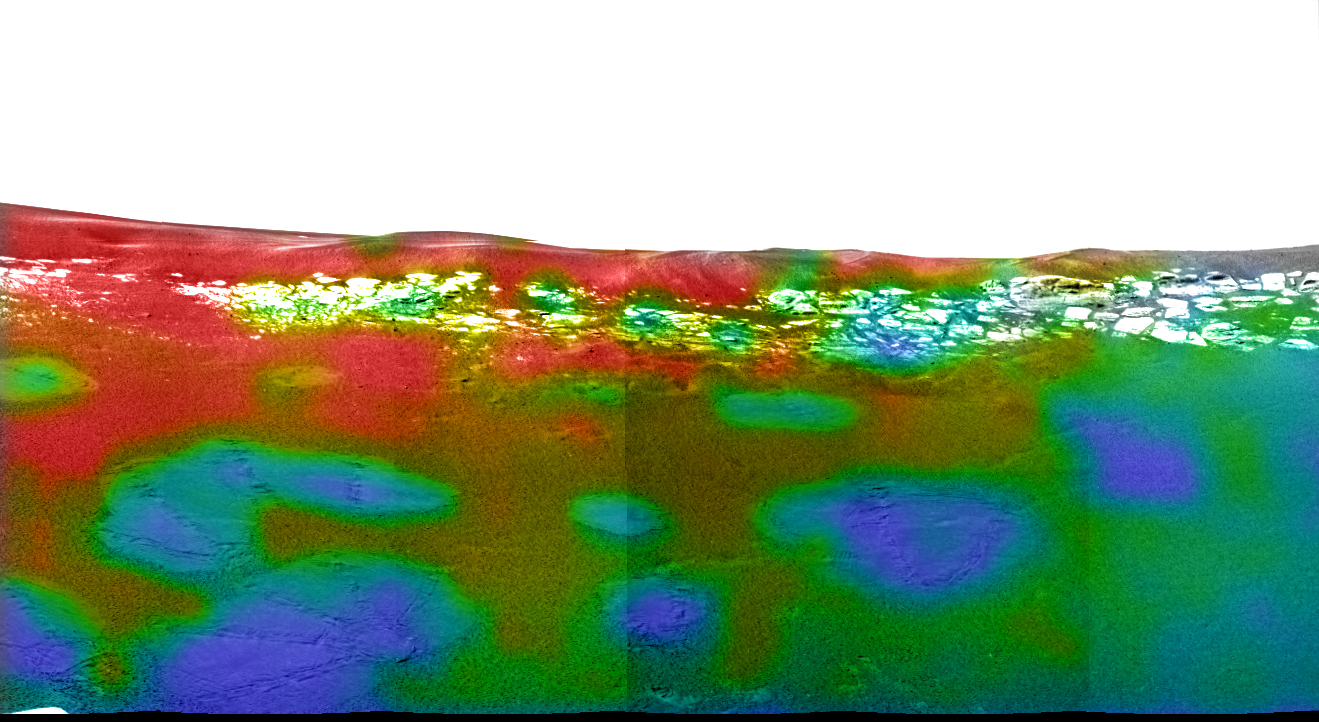
Bild 4. Mineralkarta över hematit-koncentration i markskiktet, från farkosten MER-B. Rött och orange innebär höga koncentrationer, medan grönt och blått representerar låga koncentrationer.

## Historik

### 2003
Opportunity (MER-B) skjuts iväg den 8 juli 2003.

### 2004
Opportunity landar den 25 januari 2004 i området Meridiani Planum på Mars.

### 2005
Den 26 april kör Opportunity fast i en sanddyn. Genom att simulera ett liknande problem på jorden lyckas man få loss bilen den 4 juni.

### 2007
I juli 2007 drar en enorm sandstorm fram och bilen översköljs med sand. Sandstormar på Mars kan pågå i flera månader. Detta gör att solcellerna på bilen inte kan producera tillräckligt med energi. Detta medför att Opportunity under några veckor är i viloläge.

### 2013
Opportunity har den 7 januari 2013 åkt drygt 35 km.

### 2014
Den 27 juli 2014 har bilen rullat 40,25 kilometer och blir därmed det rymdfordon som färdats den längsta sträckan på en annan himlakropp. Sovjetunionens obemannade månbil Lunochod 2 hade det tidigare rekordet.

### 2018
I juni 2018 förloras kontakten med sonden. Detta efter en våldsam sandstorm. Sandstormen är så kraftig att den täcker en fjärdedel av Mars yta och noteras även av Nasas rymdsond Curiosity, som befinner sig på andra sidan av planeten. Den solcellsdrivna sondens energitillförsel bryts i samband med den kraftiga och långvariga sandstormen, eftersom solcellspanelerna täcks av damm. Den 17 september 2018 meddelar Nasa att extremvädret har bedarrat, men trots det lyckas Nasa inte få kontakt med landfarkosten. Det är inte avgjort om det beror på dammet på solcellerna eller att någon del av farkosten har gått sönder i stormen.

### 2019
Den 13 februari 2019 förklarar NASA att uppdraget är avslutat. Då har sonden sänt sammanlagt 217 594 bilder till jorden.